# سنت جان تعمیددهنده (لئوناردو)
سنت جان تعمیددهنده (انگلیسی: Saint John the Baptist) یک نقاشی رنگ روغن بر چوب گردو اثر لئوناردو داوینچی در دوره رنسانس والا است. اعتقاد بر این است که این آخرین نقاشی او است و احتمالاً بین سال‌های ۱۵۱۳ تا ۱۵۱۶ تکمیل شده‌است. اندازه اصلی این نقاشی ۶۹ در ۵۷ سانتی‌متر بود. این اثر اکنون در موزه لوور پاریس، فرانسه به نمایش گذاشته شده‌است.